# Euphorbia multiseta
Euphorbia multiseta är en törelväxtart som beskrevs av George Bentham. Euphorbia multiseta ingår i släktet törlar, och familjen törelväxter. Inga underarter finns listade i Catalogue of Life.